# Chris Dudley
Christen Guilford Dudley, detto Chris (Stamford, 22 febbraio 1965), è un ex cestista statunitense, professionista nella NBA.
Ha giocato per 16 anni e 886 partite nella NBA per cinque squadre diverse. Era famoso per essere un centro di esperienza, conosciuto soprattutto per la sua abilità difensiva come rimbalzista e le sue stoppate. Nel 2010 è stato il candidato repubblicano per la poltrona di governatore dell'Oregon.

## Formazione scolastica
Dudley è nato a Stamford, Connecticut, figlio di Elizabeth Josephine (insegnante) e Guilford Dudley III (1932-) un pastore. Il nonno materno, anch'egli un pastore della chiesa cattolica, emigrò dall'Ungheria, e i genitori della nonna materna erano anch'essi ungheresi. Il nonno paterno era Guilford Dudley, ambasciatore statunitense in Danimarca sotto le amministrazioni presidenziali Nixon e Ford.
Dudley ha giocato a basket alle superiori per la High School di Torrey Pines a San Diego, in California. Gli è stato diagnosticato il diabete di tipo 1 all'età di 16 anni Come i suoi genitori, il nonno e lo zio, Dudley ha frequentato l'Università di Yale . A Yale ha giocato a basket collegiale (NCAA) per i Bulldogs dal 1983 al 1987 e ha conseguito la laurea in scienze politiche e economiche.

## Statistiche

### College
| Anno      | Squadra       | PG  | PT | MP   | TC%  | 3P% | TL%  | RP   | AP  | PRP | SP  | PP   |
| --------- | ------------- | --- | -- | ---- | ---- | --- | ---- | ---- | --- | --- | --- | ---- |
| 1983-1984 | Yale Bulldogs | 26  | 19 | 19,2 | 46,4 | -   | 46,7 | 5,1  | 0,4 | 0,3 | 0,7 | 4,5  |
| 1984-1985 | Yale Bulldogs | 26  | 26 | 30,6 | 44,6 | -   | 53,3 | 10,2 | 0,8 | 0,7 | 2,0 | 12,6 |
| 1985-1986 | Yale Bulldogs | 26  | 26 | 29,1 | 53,9 | -   | 48,2 | 9,8  | 1,0 | 0,3 | 1,4 | 16,2 |
| 1986-1987 | Yale Bulldogs | 24  | 24 | 31,2 | 56,9 | -   | 54,2 | 13,3 | 0,6 | 0,6 | 2,8 | 17,6 |
| Carriera  | Carriera      | 102 | 95 | 27,4 | 51,3 | -   | 51,2 | 9,5  | 0,7 | 0,5 | 1,7 | 12,6 |

### NBA

#### Regular Season
| Anno      | Squadra             | PG  | PT  | MP   | TC%  | 3P% | TL%  | RP  | AP  | PRP | SP  | PP  |
| --------- | ------------------- | --- | --- | ---- | ---- | --- | ---- | --- | --- | --- | --- | --- |
| 1987-1988 | Cleveland Cavaliers | 55  | 1   | 9,3  | 47,4 | -   | 56,3 | 2,6 | 0,4 | 0,2 | 0,3 | 3,1 |
| 1988-1989 | Cleveland Cavaliers | 61  | 2   | 8,9  | 43,5 | 0,0 | 36,4 | 2,6 | 0,3 | 0,1 | 0,4 | 3,0 |
| 1989-1990 | Cleveland Cavaliers | 37  | 22  | 18,5 | 38,9 | -   | 33,8 | 5,5 | 0,5 | 0,5 | 1,1 | 5,0 |
| 1989-1990 | N.J. Nets           | 27  | 8   | 24,9 | 44,1 | -   | 30,5 | 8,1 | 0,7 | 0,8 | 1,1 | 6,1 |
| 1990-1991 | N.J. Nets           | 61  | 25  | 25,6 | 40,8 | -   | 53,4 | 8,4 | 0,6 | 0,6 | 2,5 | 7,1 |
| 1991-1992 | N.J. Nets           | 82  | 21  | 23,2 | 40,3 | -   | 46,8 | 9,0 | 0,7 | 0,5 | 2,2 | 5,6 |
| 1992-1993 | N.J. Nets           | 71  | 16  | 19,7 | 35,3 | -   | 51,8 | 7,2 | 0,2 | 0,2 | 1,5 | 3,5 |
| 1993-1994 | Portland T. Blazers | 6   | 3   | 14,3 | 24,0 | -   | 50,0 | 4,0 | 0,8 | 0,7 | 0,5 | 2,3 |
| 1994-1995 | Portland T. Blazers | 82  | 82  | 27,4 | 40,6 | 0,0 | 46,4 | 9,3 | 0,4 | 0,5 | 1,5 | 5,5 |
| 1995-1996 | Portland T. Blazers | 80  | 61  | 24,1 | 45,3 | 0,0 | 51,0 | 9,0 | 0,5 | 0,5 | 1,3 | 5,1 |
| 1996-1997 | Portland T. Blazers | 81  | 14  | 22,7 | 43,0 | -   | 47,4 | 7,3 | 0,5 | 0,5 | 1,2 | 3,9 |
| 1997-1998 | N.Y. Knicks         | 51  | 22  | 16,8 | 40,6 | -   | 44,6 | 5,4 | 0,4 | 0,3 | 1,0 | 3,1 |
| 1998-1999 | N.Y. Knicks         | 46  | 16  | 14,9 | 44,0 | -   | 47,5 | 4,2 | 0,2 | 0,3 | 0,8 | 2,5 |
| 1999-2000 | N.Y. Knicks         | 47  | 3   | 9,8  | 34,3 | -   | 33,3 | 2,9 | 0,1 | 0,1 | 0,4 | 1,2 |
| 2000-2001 | Phoenix Suns        | 53  | 33  | 11,6 | 39,7 | -   | 38,9 | 3,5 | 0,3 | 0,3 | 0,5 | 1,4 |
| 2001-2002 | Portland T. Blazers | 43  | 2   | 7,6  | 40,0 | 0,0 | 53,3 | 1,9 | 0,3 | 0,1 | 0,3 | 1,1 |
| 2002-2003 | Portland T. Blazers | 3   | 0   | 3,7  | 0,0  | -   | -    | 0,7 | 0,0 | 0,0 | 0,0 | 0,0 |
| Carriera  | Carriera            | 886 | 331 | 18,4 | 41,2 | 0,0 | 45,8 | 6,2 | 0,4 | 0,4 | 1,2 | 3,9 |

#### Playoffs
| Anno     | Squadra             | PG | PT | MP   | TC%  | 3P% | TL%  | RP  | AP  | PRP | SP  | PP  |
| -------- | ------------------- | -- | -- | ---- | ---- | --- | ---- | --- | --- | --- | --- | --- |
| 1988     | Cleveland Cavaliers | 4  | 0  | 6,0  | 50,0 | -   | 50,0 | 1,5 | 0,5 | 0,0 | 0,0 | 1,3 |
| 1989     | Cleveland Cavaliers | 1  | 0  | 4,0  | 0,0  | -   | -    | 0,0 | 0,0 | 0,0 | 0,0 | 0,0 |
| 1992     | N.J. Nets           | 4  | 0  | 19,3 | 35,7 | -   | 50,0 | 6,3 | 0,8 | 0,5 | 2,5 | 3,5 |
| 1994     | Portland T. Blazers | 4  | 2  | 20,3 | 40,0 | -   | 50,0 | 3,8 | 0,0 | 1,5 | 0,0 | 2,3 |
| 1995     | Portland T. Blazers | 3  | 3  | 19,7 | 66,7 | -   | 37,5 | 5,0 | 0,3 | 0,0 | 0,3 | 2,3 |
| 1996     | Portland T. Blazers | 5  | 0  | 18,4 | 38,5 | -   | 66,7 | 5,4 | 0,2 | 0,4 | 0,4 | 2,8 |
| 1997     | Portland T. Blazers | 4  | 0  | 17,3 | 45,5 | -   | 33,3 | 7,0 | 0,8 | 0,5 | 1,3 | 3,0 |
| 1998     | N.Y. Knicks         | 6  | 3  | 8,8  | 33,3 | -   | 50,0 | 3,0 | 0,0 | 0,3 | 0,2 | 1,3 |
| 1999     | N.Y. Knicks         | 18 | 6  | 16,3 | 42,1 | -   | 39,3 | 4,6 | 0,3 | 0,5 | 0,4 | 2,4 |
| 2000     | N.Y. Knicks         | 5  | 2  | 8,6  | 50,0 | -   | 100  | 2,4 | 0,4 | 0,2 | 0,2 | 0,8 |
| 2001     | Phoenix Suns        | 3  | 0  | 8,7  | 50,0 | -   | -    | 2,3 | 0,0 | 0,3 | 0,3 | 0,7 |
| 2002     | Portland T. Blazers | 2  | 0  | 1,5  | 0,0  | -   | -    | 1,0 | 0,0 | 0,0 | 0,0 | 0,0 |
| Carriera | Carriera            | 59 | 16 | 14,0 | 40,7 | -   | 45,5 | 4,0 | 0,3 | 0,4 | 0,5 | 2,0 |